# Butleronea tsara
Butleronea tsara là một loài bướm đêm trong họ Noctuidae.